# 费莱蒂·特奥
（1962年10月9日—），图瓦卢政治人物、律师。
2024年1月26日，费莱蒂·特奥当选图瓦卢议员；2月26日，全票当选图瓦卢总理。